# K-25

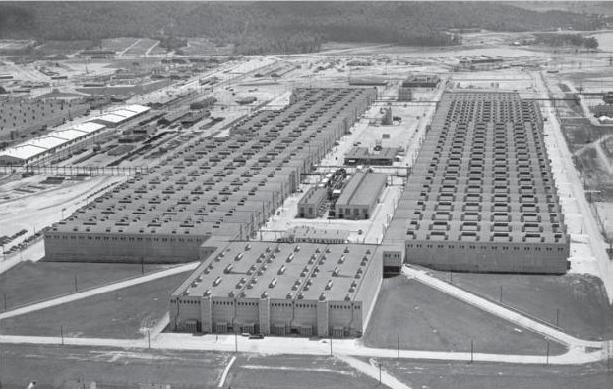
鸟瞰K-25气体扩散工厂。这座工厂呈U形，长一英里，在2013年时完全废弃。

K-25是曼哈顿计划中，制造濃縮鈾的军事代号。该浓缩铀通过氣體擴散法制得，用于核武器上。最开始，该代号只是指代最终产出的产品，但逐渐变成了“制浓缩铀”这个项目本身。生产设施位均于美国田纳西州橡树岭的克林顿工程师工程。这座四层楼高的K-25气体扩散工厂在1944年刚刚建成时是当时世界上最大的建筑物，楼层面积超过1,640,000平方英尺（152,000平方），容积97,500,000立方英尺（2,760,000立方）。